# Karl Fabel
Karl Fabel (Amburgo, 20 ottobre 1905 – Egenhofen, 3 marzo 1975) è stato un compositore di scacchi tedesco.
Laureato in chimica, studiò anche legge e lavorò come giudice nell'ufficio federale di brevetti e marchi di Monaco, del quale fu anche presidente.
È considerato uno dei compositori di scacchi più creativi e uno dei padri della retroanalisi. Compose circa 1250 problemi di tutti tipi. Si occupò anche di problemi di tipo matematico, come il rompicapo delle otto regine, il percorso del cavallo e il calcolo del numero massimo di mosse di una partita (tenendo conto della regola delle 50 mosse). Nel campo della retroanalisi collaborò spesso con Luigi Ceriani. Fu un dirigente della associazione problemistica Die Schwalbe.
La FIDE lo nominò nel 1964 Giudice internazionale della composizione e nel 1967 Maestro internazionale della composizione.
Il problema che segue è molto originale in quanto il bianco non deve dare matto, ma al contrario deve evitare di darlo.
Questo tipo di problema è detto di «matto evitato»
|   | a | b | c | d | e | f | g | h |   |
| 8 | a8 alfiere del bianco · g8 re del bianco · h8 torre del bianco · b7 torre del nero · h7 alfiere del bianco · g6 torre del bianco · c5 alfiere del nero · e5 pedone del nero · g5 pedone del nero · c4 pedone del bianco · e4 re del nero · g4 pedone del bianco · b3 pedone del nero · e3 pedone del bianco · h3 pedone del nero · b2 pedone del bianco · e2 pedone del bianco · h2 pedone del bianco · d1 cavallo del bianco · f1 cavallo del bianco | a8 alfiere del bianco · g8 re del bianco · h8 torre del bianco · b7 torre del nero · h7 alfiere del bianco · g6 torre del bianco · c5 alfiere del nero · e5 pedone del nero · g5 pedone del nero · c4 pedone del bianco · e4 re del nero · g4 pedone del bianco · b3 pedone del nero · e3 pedone del bianco · h3 pedone del nero · b2 pedone del bianco · e2 pedone del bianco · h2 pedone del bianco · d1 cavallo del bianco · f1 cavallo del bianco | a8 alfiere del bianco · g8 re del bianco · h8 torre del bianco · b7 torre del nero · h7 alfiere del bianco · g6 torre del bianco · c5 alfiere del nero · e5 pedone del nero · g5 pedone del nero · c4 pedone del bianco · e4 re del nero · g4 pedone del bianco · b3 pedone del nero · e3 pedone del bianco · h3 pedone del nero · b2 pedone del bianco · e2 pedone del bianco · h2 pedone del bianco · d1 cavallo del bianco · f1 cavallo del bianco | a8 alfiere del bianco · g8 re del bianco · h8 torre del bianco · b7 torre del nero · h7 alfiere del bianco · g6 torre del bianco · c5 alfiere del nero · e5 pedone del nero · g5 pedone del nero · c4 pedone del bianco · e4 re del nero · g4 pedone del bianco · b3 pedone del nero · e3 pedone del bianco · h3 pedone del nero · b2 pedone del bianco · e2 pedone del bianco · h2 pedone del bianco · d1 cavallo del bianco · f1 cavallo del bianco | a8 alfiere del bianco · g8 re del bianco · h8 torre del bianco · b7 torre del nero · h7 alfiere del bianco · g6 torre del bianco · c5 alfiere del nero · e5 pedone del nero · g5 pedone del nero · c4 pedone del bianco · e4 re del nero · g4 pedone del bianco · b3 pedone del nero · e3 pedone del bianco · h3 pedone del nero · b2 pedone del bianco · e2 pedone del bianco · h2 pedone del bianco · d1 cavallo del bianco · f1 cavallo del bianco | a8 alfiere del bianco · g8 re del bianco · h8 torre del bianco · b7 torre del nero · h7 alfiere del bianco · g6 torre del bianco · c5 alfiere del nero · e5 pedone del nero · g5 pedone del nero · c4 pedone del bianco · e4 re del nero · g4 pedone del bianco · b3 pedone del nero · e3 pedone del bianco · h3 pedone del nero · b2 pedone del bianco · e2 pedone del bianco · h2 pedone del bianco · d1 cavallo del bianco · f1 cavallo del bianco | a8 alfiere del bianco · g8 re del bianco · h8 torre del bianco · b7 torre del nero · h7 alfiere del bianco · g6 torre del bianco · c5 alfiere del nero · e5 pedone del nero · g5 pedone del nero · c4 pedone del bianco · e4 re del nero · g4 pedone del bianco · b3 pedone del nero · e3 pedone del bianco · h3 pedone del nero · b2 pedone del bianco · e2 pedone del bianco · h2 pedone del bianco · d1 cavallo del bianco · f1 cavallo del bianco | a8 alfiere del bianco · g8 re del bianco · h8 torre del bianco · b7 torre del nero · h7 alfiere del bianco · g6 torre del bianco · c5 alfiere del nero · e5 pedone del nero · g5 pedone del nero · c4 pedone del bianco · e4 re del nero · g4 pedone del bianco · b3 pedone del nero · e3 pedone del bianco · h3 pedone del nero · b2 pedone del bianco · e2 pedone del bianco · h2 pedone del bianco · d1 cavallo del bianco · f1 cavallo del bianco | 8 |
| 7 | a8 alfiere del bianco · g8 re del bianco · h8 torre del bianco · b7 torre del nero · h7 alfiere del bianco · g6 torre del bianco · c5 alfiere del nero · e5 pedone del nero · g5 pedone del nero · c4 pedone del bianco · e4 re del nero · g4 pedone del bianco · b3 pedone del nero · e3 pedone del bianco · h3 pedone del nero · b2 pedone del bianco · e2 pedone del bianco · h2 pedone del bianco · d1 cavallo del bianco · f1 cavallo del bianco | a8 alfiere del bianco · g8 re del bianco · h8 torre del bianco · b7 torre del nero · h7 alfiere del bianco · g6 torre del bianco · c5 alfiere del nero · e5 pedone del nero · g5 pedone del nero · c4 pedone del bianco · e4 re del nero · g4 pedone del bianco · b3 pedone del nero · e3 pedone del bianco · h3 pedone del nero · b2 pedone del bianco · e2 pedone del bianco · h2 pedone del bianco · d1 cavallo del bianco · f1 cavallo del bianco | a8 alfiere del bianco · g8 re del bianco · h8 torre del bianco · b7 torre del nero · h7 alfiere del bianco · g6 torre del bianco · c5 alfiere del nero · e5 pedone del nero · g5 pedone del nero · c4 pedone del bianco · e4 re del nero · g4 pedone del bianco · b3 pedone del nero · e3 pedone del bianco · h3 pedone del nero · b2 pedone del bianco · e2 pedone del bianco · h2 pedone del bianco · d1 cavallo del bianco · f1 cavallo del bianco | a8 alfiere del bianco · g8 re del bianco · h8 torre del bianco · b7 torre del nero · h7 alfiere del bianco · g6 torre del bianco · c5 alfiere del nero · e5 pedone del nero · g5 pedone del nero · c4 pedone del bianco · e4 re del nero · g4 pedone del bianco · b3 pedone del nero · e3 pedone del bianco · h3 pedone del nero · b2 pedone del bianco · e2 pedone del bianco · h2 pedone del bianco · d1 cavallo del bianco · f1 cavallo del bianco | a8 alfiere del bianco · g8 re del bianco · h8 torre del bianco · b7 torre del nero · h7 alfiere del bianco · g6 torre del bianco · c5 alfiere del nero · e5 pedone del nero · g5 pedone del nero · c4 pedone del bianco · e4 re del nero · g4 pedone del bianco · b3 pedone del nero · e3 pedone del bianco · h3 pedone del nero · b2 pedone del bianco · e2 pedone del bianco · h2 pedone del bianco · d1 cavallo del bianco · f1 cavallo del bianco | a8 alfiere del bianco · g8 re del bianco · h8 torre del bianco · b7 torre del nero · h7 alfiere del bianco · g6 torre del bianco · c5 alfiere del nero · e5 pedone del nero · g5 pedone del nero · c4 pedone del bianco · e4 re del nero · g4 pedone del bianco · b3 pedone del nero · e3 pedone del bianco · h3 pedone del nero · b2 pedone del bianco · e2 pedone del bianco · h2 pedone del bianco · d1 cavallo del bianco · f1 cavallo del bianco | a8 alfiere del bianco · g8 re del bianco · h8 torre del bianco · b7 torre del nero · h7 alfiere del bianco · g6 torre del bianco · c5 alfiere del nero · e5 pedone del nero · g5 pedone del nero · c4 pedone del bianco · e4 re del nero · g4 pedone del bianco · b3 pedone del nero · e3 pedone del bianco · h3 pedone del nero · b2 pedone del bianco · e2 pedone del bianco · h2 pedone del bianco · d1 cavallo del bianco · f1 cavallo del bianco | a8 alfiere del bianco · g8 re del bianco · h8 torre del bianco · b7 torre del nero · h7 alfiere del bianco · g6 torre del bianco · c5 alfiere del nero · e5 pedone del nero · g5 pedone del nero · c4 pedone del bianco · e4 re del nero · g4 pedone del bianco · b3 pedone del nero · e3 pedone del bianco · h3 pedone del nero · b2 pedone del bianco · e2 pedone del bianco · h2 pedone del bianco · d1 cavallo del bianco · f1 cavallo del bianco | 7 |
| 6 | a8 alfiere del bianco · g8 re del bianco · h8 torre del bianco · b7 torre del nero · h7 alfiere del bianco · g6 torre del bianco · c5 alfiere del nero · e5 pedone del nero · g5 pedone del nero · c4 pedone del bianco · e4 re del nero · g4 pedone del bianco · b3 pedone del nero · e3 pedone del bianco · h3 pedone del nero · b2 pedone del bianco · e2 pedone del bianco · h2 pedone del bianco · d1 cavallo del bianco · f1 cavallo del bianco | a8 alfiere del bianco · g8 re del bianco · h8 torre del bianco · b7 torre del nero · h7 alfiere del bianco · g6 torre del bianco · c5 alfiere del nero · e5 pedone del nero · g5 pedone del nero · c4 pedone del bianco · e4 re del nero · g4 pedone del bianco · b3 pedone del nero · e3 pedone del bianco · h3 pedone del nero · b2 pedone del bianco · e2 pedone del bianco · h2 pedone del bianco · d1 cavallo del bianco · f1 cavallo del bianco | a8 alfiere del bianco · g8 re del bianco · h8 torre del bianco · b7 torre del nero · h7 alfiere del bianco · g6 torre del bianco · c5 alfiere del nero · e5 pedone del nero · g5 pedone del nero · c4 pedone del bianco · e4 re del nero · g4 pedone del bianco · b3 pedone del nero · e3 pedone del bianco · h3 pedone del nero · b2 pedone del bianco · e2 pedone del bianco · h2 pedone del bianco · d1 cavallo del bianco · f1 cavallo del bianco | a8 alfiere del bianco · g8 re del bianco · h8 torre del bianco · b7 torre del nero · h7 alfiere del bianco · g6 torre del bianco · c5 alfiere del nero · e5 pedone del nero · g5 pedone del nero · c4 pedone del bianco · e4 re del nero · g4 pedone del bianco · b3 pedone del nero · e3 pedone del bianco · h3 pedone del nero · b2 pedone del bianco · e2 pedone del bianco · h2 pedone del bianco · d1 cavallo del bianco · f1 cavallo del bianco | a8 alfiere del bianco · g8 re del bianco · h8 torre del bianco · b7 torre del nero · h7 alfiere del bianco · g6 torre del bianco · c5 alfiere del nero · e5 pedone del nero · g5 pedone del nero · c4 pedone del bianco · e4 re del nero · g4 pedone del bianco · b3 pedone del nero · e3 pedone del bianco · h3 pedone del nero · b2 pedone del bianco · e2 pedone del bianco · h2 pedone del bianco · d1 cavallo del bianco · f1 cavallo del bianco | a8 alfiere del bianco · g8 re del bianco · h8 torre del bianco · b7 torre del nero · h7 alfiere del bianco · g6 torre del bianco · c5 alfiere del nero · e5 pedone del nero · g5 pedone del nero · c4 pedone del bianco · e4 re del nero · g4 pedone del bianco · b3 pedone del nero · e3 pedone del bianco · h3 pedone del nero · b2 pedone del bianco · e2 pedone del bianco · h2 pedone del bianco · d1 cavallo del bianco · f1 cavallo del bianco | a8 alfiere del bianco · g8 re del bianco · h8 torre del bianco · b7 torre del nero · h7 alfiere del bianco · g6 torre del bianco · c5 alfiere del nero · e5 pedone del nero · g5 pedone del nero · c4 pedone del bianco · e4 re del nero · g4 pedone del bianco · b3 pedone del nero · e3 pedone del bianco · h3 pedone del nero · b2 pedone del bianco · e2 pedone del bianco · h2 pedone del bianco · d1 cavallo del bianco · f1 cavallo del bianco | a8 alfiere del bianco · g8 re del bianco · h8 torre del bianco · b7 torre del nero · h7 alfiere del bianco · g6 torre del bianco · c5 alfiere del nero · e5 pedone del nero · g5 pedone del nero · c4 pedone del bianco · e4 re del nero · g4 pedone del bianco · b3 pedone del nero · e3 pedone del bianco · h3 pedone del nero · b2 pedone del bianco · e2 pedone del bianco · h2 pedone del bianco · d1 cavallo del bianco · f1 cavallo del bianco | 6 |
| 5 | a8 alfiere del bianco · g8 re del bianco · h8 torre del bianco · b7 torre del nero · h7 alfiere del bianco · g6 torre del bianco · c5 alfiere del nero · e5 pedone del nero · g5 pedone del nero · c4 pedone del bianco · e4 re del nero · g4 pedone del bianco · b3 pedone del nero · e3 pedone del bianco · h3 pedone del nero · b2 pedone del bianco · e2 pedone del bianco · h2 pedone del bianco · d1 cavallo del bianco · f1 cavallo del bianco | a8 alfiere del bianco · g8 re del bianco · h8 torre del bianco · b7 torre del nero · h7 alfiere del bianco · g6 torre del bianco · c5 alfiere del nero · e5 pedone del nero · g5 pedone del nero · c4 pedone del bianco · e4 re del nero · g4 pedone del bianco · b3 pedone del nero · e3 pedone del bianco · h3 pedone del nero · b2 pedone del bianco · e2 pedone del bianco · h2 pedone del bianco · d1 cavallo del bianco · f1 cavallo del bianco | a8 alfiere del bianco · g8 re del bianco · h8 torre del bianco · b7 torre del nero · h7 alfiere del bianco · g6 torre del bianco · c5 alfiere del nero · e5 pedone del nero · g5 pedone del nero · c4 pedone del bianco · e4 re del nero · g4 pedone del bianco · b3 pedone del nero · e3 pedone del bianco · h3 pedone del nero · b2 pedone del bianco · e2 pedone del bianco · h2 pedone del bianco · d1 cavallo del bianco · f1 cavallo del bianco | a8 alfiere del bianco · g8 re del bianco · h8 torre del bianco · b7 torre del nero · h7 alfiere del bianco · g6 torre del bianco · c5 alfiere del nero · e5 pedone del nero · g5 pedone del nero · c4 pedone del bianco · e4 re del nero · g4 pedone del bianco · b3 pedone del nero · e3 pedone del bianco · h3 pedone del nero · b2 pedone del bianco · e2 pedone del bianco · h2 pedone del bianco · d1 cavallo del bianco · f1 cavallo del bianco | a8 alfiere del bianco · g8 re del bianco · h8 torre del bianco · b7 torre del nero · h7 alfiere del bianco · g6 torre del bianco · c5 alfiere del nero · e5 pedone del nero · g5 pedone del nero · c4 pedone del bianco · e4 re del nero · g4 pedone del bianco · b3 pedone del nero · e3 pedone del bianco · h3 pedone del nero · b2 pedone del bianco · e2 pedone del bianco · h2 pedone del bianco · d1 cavallo del bianco · f1 cavallo del bianco | a8 alfiere del bianco · g8 re del bianco · h8 torre del bianco · b7 torre del nero · h7 alfiere del bianco · g6 torre del bianco · c5 alfiere del nero · e5 pedone del nero · g5 pedone del nero · c4 pedone del bianco · e4 re del nero · g4 pedone del bianco · b3 pedone del nero · e3 pedone del bianco · h3 pedone del nero · b2 pedone del bianco · e2 pedone del bianco · h2 pedone del bianco · d1 cavallo del bianco · f1 cavallo del bianco | a8 alfiere del bianco · g8 re del bianco · h8 torre del bianco · b7 torre del nero · h7 alfiere del bianco · g6 torre del bianco · c5 alfiere del nero · e5 pedone del nero · g5 pedone del nero · c4 pedone del bianco · e4 re del nero · g4 pedone del bianco · b3 pedone del nero · e3 pedone del bianco · h3 pedone del nero · b2 pedone del bianco · e2 pedone del bianco · h2 pedone del bianco · d1 cavallo del bianco · f1 cavallo del bianco | a8 alfiere del bianco · g8 re del bianco · h8 torre del bianco · b7 torre del nero · h7 alfiere del bianco · g6 torre del bianco · c5 alfiere del nero · e5 pedone del nero · g5 pedone del nero · c4 pedone del bianco · e4 re del nero · g4 pedone del bianco · b3 pedone del nero · e3 pedone del bianco · h3 pedone del nero · b2 pedone del bianco · e2 pedone del bianco · h2 pedone del bianco · d1 cavallo del bianco · f1 cavallo del bianco | 5 |
| 4 | a8 alfiere del bianco · g8 re del bianco · h8 torre del bianco · b7 torre del nero · h7 alfiere del bianco · g6 torre del bianco · c5 alfiere del nero · e5 pedone del nero · g5 pedone del nero · c4 pedone del bianco · e4 re del nero · g4 pedone del bianco · b3 pedone del nero · e3 pedone del bianco · h3 pedone del nero · b2 pedone del bianco · e2 pedone del bianco · h2 pedone del bianco · d1 cavallo del bianco · f1 cavallo del bianco | a8 alfiere del bianco · g8 re del bianco · h8 torre del bianco · b7 torre del nero · h7 alfiere del bianco · g6 torre del bianco · c5 alfiere del nero · e5 pedone del nero · g5 pedone del nero · c4 pedone del bianco · e4 re del nero · g4 pedone del bianco · b3 pedone del nero · e3 pedone del bianco · h3 pedone del nero · b2 pedone del bianco · e2 pedone del bianco · h2 pedone del bianco · d1 cavallo del bianco · f1 cavallo del bianco | a8 alfiere del bianco · g8 re del bianco · h8 torre del bianco · b7 torre del nero · h7 alfiere del bianco · g6 torre del bianco · c5 alfiere del nero · e5 pedone del nero · g5 pedone del nero · c4 pedone del bianco · e4 re del nero · g4 pedone del bianco · b3 pedone del nero · e3 pedone del bianco · h3 pedone del nero · b2 pedone del bianco · e2 pedone del bianco · h2 pedone del bianco · d1 cavallo del bianco · f1 cavallo del bianco | a8 alfiere del bianco · g8 re del bianco · h8 torre del bianco · b7 torre del nero · h7 alfiere del bianco · g6 torre del bianco · c5 alfiere del nero · e5 pedone del nero · g5 pedone del nero · c4 pedone del bianco · e4 re del nero · g4 pedone del bianco · b3 pedone del nero · e3 pedone del bianco · h3 pedone del nero · b2 pedone del bianco · e2 pedone del bianco · h2 pedone del bianco · d1 cavallo del bianco · f1 cavallo del bianco | a8 alfiere del bianco · g8 re del bianco · h8 torre del bianco · b7 torre del nero · h7 alfiere del bianco · g6 torre del bianco · c5 alfiere del nero · e5 pedone del nero · g5 pedone del nero · c4 pedone del bianco · e4 re del nero · g4 pedone del bianco · b3 pedone del nero · e3 pedone del bianco · h3 pedone del nero · b2 pedone del bianco · e2 pedone del bianco · h2 pedone del bianco · d1 cavallo del bianco · f1 cavallo del bianco | a8 alfiere del bianco · g8 re del bianco · h8 torre del bianco · b7 torre del nero · h7 alfiere del bianco · g6 torre del bianco · c5 alfiere del nero · e5 pedone del nero · g5 pedone del nero · c4 pedone del bianco · e4 re del nero · g4 pedone del bianco · b3 pedone del nero · e3 pedone del bianco · h3 pedone del nero · b2 pedone del bianco · e2 pedone del bianco · h2 pedone del bianco · d1 cavallo del bianco · f1 cavallo del bianco | a8 alfiere del bianco · g8 re del bianco · h8 torre del bianco · b7 torre del nero · h7 alfiere del bianco · g6 torre del bianco · c5 alfiere del nero · e5 pedone del nero · g5 pedone del nero · c4 pedone del bianco · e4 re del nero · g4 pedone del bianco · b3 pedone del nero · e3 pedone del bianco · h3 pedone del nero · b2 pedone del bianco · e2 pedone del bianco · h2 pedone del bianco · d1 cavallo del bianco · f1 cavallo del bianco | a8 alfiere del bianco · g8 re del bianco · h8 torre del bianco · b7 torre del nero · h7 alfiere del bianco · g6 torre del bianco · c5 alfiere del nero · e5 pedone del nero · g5 pedone del nero · c4 pedone del bianco · e4 re del nero · g4 pedone del bianco · b3 pedone del nero · e3 pedone del bianco · h3 pedone del nero · b2 pedone del bianco · e2 pedone del bianco · h2 pedone del bianco · d1 cavallo del bianco · f1 cavallo del bianco | 4 |
| 3 | a8 alfiere del bianco · g8 re del bianco · h8 torre del bianco · b7 torre del nero · h7 alfiere del bianco · g6 torre del bianco · c5 alfiere del nero · e5 pedone del nero · g5 pedone del nero · c4 pedone del bianco · e4 re del nero · g4 pedone del bianco · b3 pedone del nero · e3 pedone del bianco · h3 pedone del nero · b2 pedone del bianco · e2 pedone del bianco · h2 pedone del bianco · d1 cavallo del bianco · f1 cavallo del bianco | a8 alfiere del bianco · g8 re del bianco · h8 torre del bianco · b7 torre del nero · h7 alfiere del bianco · g6 torre del bianco · c5 alfiere del nero · e5 pedone del nero · g5 pedone del nero · c4 pedone del bianco · e4 re del nero · g4 pedone del bianco · b3 pedone del nero · e3 pedone del bianco · h3 pedone del nero · b2 pedone del bianco · e2 pedone del bianco · h2 pedone del bianco · d1 cavallo del bianco · f1 cavallo del bianco | a8 alfiere del bianco · g8 re del bianco · h8 torre del bianco · b7 torre del nero · h7 alfiere del bianco · g6 torre del bianco · c5 alfiere del nero · e5 pedone del nero · g5 pedone del nero · c4 pedone del bianco · e4 re del nero · g4 pedone del bianco · b3 pedone del nero · e3 pedone del bianco · h3 pedone del nero · b2 pedone del bianco · e2 pedone del bianco · h2 pedone del bianco · d1 cavallo del bianco · f1 cavallo del bianco | a8 alfiere del bianco · g8 re del bianco · h8 torre del bianco · b7 torre del nero · h7 alfiere del bianco · g6 torre del bianco · c5 alfiere del nero · e5 pedone del nero · g5 pedone del nero · c4 pedone del bianco · e4 re del nero · g4 pedone del bianco · b3 pedone del nero · e3 pedone del bianco · h3 pedone del nero · b2 pedone del bianco · e2 pedone del bianco · h2 pedone del bianco · d1 cavallo del bianco · f1 cavallo del bianco | a8 alfiere del bianco · g8 re del bianco · h8 torre del bianco · b7 torre del nero · h7 alfiere del bianco · g6 torre del bianco · c5 alfiere del nero · e5 pedone del nero · g5 pedone del nero · c4 pedone del bianco · e4 re del nero · g4 pedone del bianco · b3 pedone del nero · e3 pedone del bianco · h3 pedone del nero · b2 pedone del bianco · e2 pedone del bianco · h2 pedone del bianco · d1 cavallo del bianco · f1 cavallo del bianco | a8 alfiere del bianco · g8 re del bianco · h8 torre del bianco · b7 torre del nero · h7 alfiere del bianco · g6 torre del bianco · c5 alfiere del nero · e5 pedone del nero · g5 pedone del nero · c4 pedone del bianco · e4 re del nero · g4 pedone del bianco · b3 pedone del nero · e3 pedone del bianco · h3 pedone del nero · b2 pedone del bianco · e2 pedone del bianco · h2 pedone del bianco · d1 cavallo del bianco · f1 cavallo del bianco | a8 alfiere del bianco · g8 re del bianco · h8 torre del bianco · b7 torre del nero · h7 alfiere del bianco · g6 torre del bianco · c5 alfiere del nero · e5 pedone del nero · g5 pedone del nero · c4 pedone del bianco · e4 re del nero · g4 pedone del bianco · b3 pedone del nero · e3 pedone del bianco · h3 pedone del nero · b2 pedone del bianco · e2 pedone del bianco · h2 pedone del bianco · d1 cavallo del bianco · f1 cavallo del bianco | a8 alfiere del bianco · g8 re del bianco · h8 torre del bianco · b7 torre del nero · h7 alfiere del bianco · g6 torre del bianco · c5 alfiere del nero · e5 pedone del nero · g5 pedone del nero · c4 pedone del bianco · e4 re del nero · g4 pedone del bianco · b3 pedone del nero · e3 pedone del bianco · h3 pedone del nero · b2 pedone del bianco · e2 pedone del bianco · h2 pedone del bianco · d1 cavallo del bianco · f1 cavallo del bianco | 3 |
| 2 | a8 alfiere del bianco · g8 re del bianco · h8 torre del bianco · b7 torre del nero · h7 alfiere del bianco · g6 torre del bianco · c5 alfiere del nero · e5 pedone del nero · g5 pedone del nero · c4 pedone del bianco · e4 re del nero · g4 pedone del bianco · b3 pedone del nero · e3 pedone del bianco · h3 pedone del nero · b2 pedone del bianco · e2 pedone del bianco · h2 pedone del bianco · d1 cavallo del bianco · f1 cavallo del bianco | a8 alfiere del bianco · g8 re del bianco · h8 torre del bianco · b7 torre del nero · h7 alfiere del bianco · g6 torre del bianco · c5 alfiere del nero · e5 pedone del nero · g5 pedone del nero · c4 pedone del bianco · e4 re del nero · g4 pedone del bianco · b3 pedone del nero · e3 pedone del bianco · h3 pedone del nero · b2 pedone del bianco · e2 pedone del bianco · h2 pedone del bianco · d1 cavallo del bianco · f1 cavallo del bianco | a8 alfiere del bianco · g8 re del bianco · h8 torre del bianco · b7 torre del nero · h7 alfiere del bianco · g6 torre del bianco · c5 alfiere del nero · e5 pedone del nero · g5 pedone del nero · c4 pedone del bianco · e4 re del nero · g4 pedone del bianco · b3 pedone del nero · e3 pedone del bianco · h3 pedone del nero · b2 pedone del bianco · e2 pedone del bianco · h2 pedone del bianco · d1 cavallo del bianco · f1 cavallo del bianco | a8 alfiere del bianco · g8 re del bianco · h8 torre del bianco · b7 torre del nero · h7 alfiere del bianco · g6 torre del bianco · c5 alfiere del nero · e5 pedone del nero · g5 pedone del nero · c4 pedone del bianco · e4 re del nero · g4 pedone del bianco · b3 pedone del nero · e3 pedone del bianco · h3 pedone del nero · b2 pedone del bianco · e2 pedone del bianco · h2 pedone del bianco · d1 cavallo del bianco · f1 cavallo del bianco | a8 alfiere del bianco · g8 re del bianco · h8 torre del bianco · b7 torre del nero · h7 alfiere del bianco · g6 torre del bianco · c5 alfiere del nero · e5 pedone del nero · g5 pedone del nero · c4 pedone del bianco · e4 re del nero · g4 pedone del bianco · b3 pedone del nero · e3 pedone del bianco · h3 pedone del nero · b2 pedone del bianco · e2 pedone del bianco · h2 pedone del bianco · d1 cavallo del bianco · f1 cavallo del bianco | a8 alfiere del bianco · g8 re del bianco · h8 torre del bianco · b7 torre del nero · h7 alfiere del bianco · g6 torre del bianco · c5 alfiere del nero · e5 pedone del nero · g5 pedone del nero · c4 pedone del bianco · e4 re del nero · g4 pedone del bianco · b3 pedone del nero · e3 pedone del bianco · h3 pedone del nero · b2 pedone del bianco · e2 pedone del bianco · h2 pedone del bianco · d1 cavallo del bianco · f1 cavallo del bianco | a8 alfiere del bianco · g8 re del bianco · h8 torre del bianco · b7 torre del nero · h7 alfiere del bianco · g6 torre del bianco · c5 alfiere del nero · e5 pedone del nero · g5 pedone del nero · c4 pedone del bianco · e4 re del nero · g4 pedone del bianco · b3 pedone del nero · e3 pedone del bianco · h3 pedone del nero · b2 pedone del bianco · e2 pedone del bianco · h2 pedone del bianco · d1 cavallo del bianco · f1 cavallo del bianco | a8 alfiere del bianco · g8 re del bianco · h8 torre del bianco · b7 torre del nero · h7 alfiere del bianco · g6 torre del bianco · c5 alfiere del nero · e5 pedone del nero · g5 pedone del nero · c4 pedone del bianco · e4 re del nero · g4 pedone del bianco · b3 pedone del nero · e3 pedone del bianco · h3 pedone del nero · b2 pedone del bianco · e2 pedone del bianco · h2 pedone del bianco · d1 cavallo del bianco · f1 cavallo del bianco | 2 |
| 1 | a8 alfiere del bianco · g8 re del bianco · h8 torre del bianco · b7 torre del nero · h7 alfiere del bianco · g6 torre del bianco · c5 alfiere del nero · e5 pedone del nero · g5 pedone del nero · c4 pedone del bianco · e4 re del nero · g4 pedone del bianco · b3 pedone del nero · e3 pedone del bianco · h3 pedone del nero · b2 pedone del bianco · e2 pedone del bianco · h2 pedone del bianco · d1 cavallo del bianco · f1 cavallo del bianco | a8 alfiere del bianco · g8 re del bianco · h8 torre del bianco · b7 torre del nero · h7 alfiere del bianco · g6 torre del bianco · c5 alfiere del nero · e5 pedone del nero · g5 pedone del nero · c4 pedone del bianco · e4 re del nero · g4 pedone del bianco · b3 pedone del nero · e3 pedone del bianco · h3 pedone del nero · b2 pedone del bianco · e2 pedone del bianco · h2 pedone del bianco · d1 cavallo del bianco · f1 cavallo del bianco | a8 alfiere del bianco · g8 re del bianco · h8 torre del bianco · b7 torre del nero · h7 alfiere del bianco · g6 torre del bianco · c5 alfiere del nero · e5 pedone del nero · g5 pedone del nero · c4 pedone del bianco · e4 re del nero · g4 pedone del bianco · b3 pedone del nero · e3 pedone del bianco · h3 pedone del nero · b2 pedone del bianco · e2 pedone del bianco · h2 pedone del bianco · d1 cavallo del bianco · f1 cavallo del bianco | a8 alfiere del bianco · g8 re del bianco · h8 torre del bianco · b7 torre del nero · h7 alfiere del bianco · g6 torre del bianco · c5 alfiere del nero · e5 pedone del nero · g5 pedone del nero · c4 pedone del bianco · e4 re del nero · g4 pedone del bianco · b3 pedone del nero · e3 pedone del bianco · h3 pedone del nero · b2 pedone del bianco · e2 pedone del bianco · h2 pedone del bianco · d1 cavallo del bianco · f1 cavallo del bianco | a8 alfiere del bianco · g8 re del bianco · h8 torre del bianco · b7 torre del nero · h7 alfiere del bianco · g6 torre del bianco · c5 alfiere del nero · e5 pedone del nero · g5 pedone del nero · c4 pedone del bianco · e4 re del nero · g4 pedone del bianco · b3 pedone del nero · e3 pedone del bianco · h3 pedone del nero · b2 pedone del bianco · e2 pedone del bianco · h2 pedone del bianco · d1 cavallo del bianco · f1 cavallo del bianco | a8 alfiere del bianco · g8 re del bianco · h8 torre del bianco · b7 torre del nero · h7 alfiere del bianco · g6 torre del bianco · c5 alfiere del nero · e5 pedone del nero · g5 pedone del nero · c4 pedone del bianco · e4 re del nero · g4 pedone del bianco · b3 pedone del nero · e3 pedone del bianco · h3 pedone del nero · b2 pedone del bianco · e2 pedone del bianco · h2 pedone del bianco · d1 cavallo del bianco · f1 cavallo del bianco | a8 alfiere del bianco · g8 re del bianco · h8 torre del bianco · b7 torre del nero · h7 alfiere del bianco · g6 torre del bianco · c5 alfiere del nero · e5 pedone del nero · g5 pedone del nero · c4 pedone del bianco · e4 re del nero · g4 pedone del bianco · b3 pedone del nero · e3 pedone del bianco · h3 pedone del nero · b2 pedone del bianco · e2 pedone del bianco · h2 pedone del bianco · d1 cavallo del bianco · f1 cavallo del bianco | a8 alfiere del bianco · g8 re del bianco · h8 torre del bianco · b7 torre del nero · h7 alfiere del bianco · g6 torre del bianco · c5 alfiere del nero · e5 pedone del nero · g5 pedone del nero · c4 pedone del bianco · e4 re del nero · g4 pedone del bianco · b3 pedone del nero · e3 pedone del bianco · h3 pedone del nero · b2 pedone del bianco · e2 pedone del bianco · h2 pedone del bianco · d1 cavallo del bianco · f1 cavallo del bianco | 1 |
|   | a | b | c | d | e | f | g | h |   |

## Opere
Karl Fabel scrisse molti libri sulla composizione di scacchi, tra i quali: 
- Kleinkunst (con Franz Palatz e Wilhelm Massmann), 1943 (nuova ed. nel 1963 con Werner Speckmann)
- Am Rande des Schachbretts (1947)
- Einiges über Schachaufgaben (1950)
- Rund um das Schachbrett - Amüsantes und Interessantes vom Schach, Walter De Gruyter & Co, Berlino 1955
- Kurioses Schach, Walter Rau Verlag, Düsseldorf 1960
- Schach und Zahl - Unterhaltsame Schachmathematik (con Eero Bonsdorff e Olvai Riihimaa), Walter Rau Verlag, Düsseldorf 1966
- Schach ohne Grenzen (con Charles Edward Kemp), Walter Rau Verlag, Düsseldorf, 1969
(edizione bilingue col titolo inglese Unlimited Chess: T.R. Dawson's Fairy chess)[1]
- Einführung in das Problemschach, Schachverlag Rudi Schmaus, Heidelberg 1976